# Dżisr asz-Szughur (poddystrykt)
Dżisr asz-Szughur – jedna z 4 jednostek administracyjnych trzeciego rzędu (nahijja) dystryktu Dżisr asz-Szughur w muhafazie Idlib w Syrii.
W 2004 roku poddystrykt zamieszkiwało 89 028 osób.